# Orion International
Orion International (wcześniej Orion Bus Industries) – dawne kanadyjskie przedsiębiorstwo motoryzacyjne, zajmujące się produkcją autobusów.
Przedsiębiorstwo założone zostało w 1975 roku, a w 2000 roku stało się częścią grupy DaimlerChrysler AG (następnie Daimler AG). W 2013 roku spółka została zlikwidowana.
Siedziba przedsiębiorstwa mieściła się w Mississauga, w prowincji Ontario.